# Kazimierz Bajoński
Kazimierz Teofil Bajoński (ur. 10 lutego 1880 w Raszkowie w ówczesnym pow. odolanowskim, zm. 28 marca 1927 pod Dreznem) – ekonomista polski, działacz społeczny i gospodarczy.

## Życiorys
Urodził się w rodzinie nauczyciela Józefa (zm. 1917) i Józefy z Zielewskich. Był bratem Jana Bajońskiego (1888–1940), lekarza, majora WP, ofiary zbrodni katyńskiej. Kształcił się w Królewskim Gimnazjum w Ostrowie, następnie studiował handel w Akwizgranie; uzyskał dyplom z wyróżnieniem, dzięki czemu na koszt uczelni odbył podróż edukacyjną po Anglii. Kontynuował studia we Fryburgu i obronił doktorat ekonomii politycznej.
Po praktyce w Banku Ludowym w Bytomiu pracował w zarządzie poznańskiego Banku Przemysłowców (1907–1927). Zasłużony dla rozwoju przemysłu polskiego w Wielkopolsce, współtworzył Drukarnię Katolicką, przewodniczył radzie nadzorczej Zachodnio-Polskiego Syndykatu Węglowego, wchodził w skład rady nadzorczej Browaru Huggera i Wielkopolskiej Papierni (w Bydgoszczy). Był w gronie założycieli przedsiębiorstw Hartwig-Kantorowicz, Fabryki Konserw Mięsnych w Bydgoszczy, Browaru Grodziskiego, zakładał także m.in. Bank Polski i należał do jego władz oraz przewodniczył poznańskiemu oddziałowi Związku Banków. W 1923 zaangażował się w prace nad wprowadzeniem polskiej waluty - złotego - w Wielkopolsce.
Obok działalności w instytucjach życia gospodarczego uczestniczył w pracach m.in. Towarzystwa Pomocy Naukowej im. Karola Marcinkowskiego i Komitetu Tanich Kuchni. W 1922 opracował pracę Bank Przemysłowców.
Zmarł w czasie pobytu w sanatorium pod Dreznem.
Filister honoris causa korporacji akademickiej Baltia.
Był żonaty z Zofią Albertyną Weroniką (1894–1942), córką Stefana Cegielskiego, z którą miał synów: Witolda (1919–1981) i Stefana (1921–1979).

## Ordery i odznaczenia
- Krzyż Komandorski Orderu Odrodzenia Polski (30 kwietnia 1925)[3]